# Sokos Hotel Viru
Le Sokos Hotel Viru est un hôtel à Tallinn, en Estonie.

## Histoire
Appartenant à l'origine à Intourist et appelé Viru Hotel, il a ouvert ses portes le 5 mai 1972. Le bâtiment de l'hôtel était le premier gratte-ciel d'Estonie et une partie indissociable du paysage urbain de Tallinn. Aujourd'hui, l'hôtel est relié au centre commercial Viru Keskus et appartient à Sokos Hotels.
L'Union soviétique avait confié le projet de l'hôtel Viru à l'entreprise de construction Repo Oy de Savonlinna, en Finlande, en 1969 et la construction de l'hôtel a commencé en juillet. Cependant, l'entreprise de construction fit faillite en plein chantier après qu'un incendie se fut déclaré dans les derniers étages de l'hôtel en décembre 1970. L'État a donc dû trouver une autre entreprise de construction, et un soutien financier pour le projet. La nouvelle entreprise de construction Haka Oy a terminé l'hôtel en mai 1972. Le projet a porté ses fruits, car il a abouti à un nouveau projet de construction à Pääjärvi la même année, et plus tard de nouveaux projets de construction à Enso et Kostamus (tous ceux-ci étant dans la République de Carélie ).
À l'époque soviétique, le 23e étage de l'hôtel abritait un centre radio du KGB, utilisé pour écouter et espionner les clients de l'hôtel. Soixante des chambres d'hôtel avaient dissimulé des dispositifs d'espionnage, et même certaines des tables du restaurant avaient des microphones. Le KGB a quitté l'hôtel précipitamment juste avant l'indépendance de l'Estonie en août 1991, mais les chambres secrètes n'ont été découvertes qu'en 1994. L'ancien centre de radio est maintenant un musée. En 2003, l'hôtel a été vendu au S Group, une organisation coopérative de vente au détail finlandaise. Il compte désormais 516 chambres.